# 2005年伊朗总统选举
2005年伊朗总统选举是伊朗总统穆罕默德·哈塔米任期届满後进行的一次例行的总统选举，是伊朗历史上第九次总统选举，根據憲法，總統任期四年，最多可連任一次。
千名初始候选人经宪法监督委员会审核资格，有7人进入首轮选举。
在2005年6月17日的首轮投票结果非常接近，前總統阿克巴尔·哈什米·拉夫桑贾尼和德黑蘭市長马哈茂德·艾哈迈迪内贾德首轮获得19.48%的选票，进入于6月24日举行的第二轮投票。这是伊朗历史上第一次进入次轮对决的总统选举。
在第二轮投票中，强硬保守派、49歲的马哈茂德·艾哈迈迪内贾德获胜，次轮获得61.69%，內賈德成為首個非教士出身的總統。艾哈迈迪内贾德被认为赢得第二轮是因为他的民粹主义观点，特别是那些穷人及其经济地位的观点。这次选举有60%的合格选民出来投票，可以看成是伊朗对美国指控的回击，美国一开始就指责许多伊朗人被限制参加投票。